# Henry John Westrop
Henry John Westrop   (Lavenham, 22 de juliol de 1812 - Londres, 23 de setembre de 1879) fou un compositor, pianista i organista anglès, germà del també compositor Thomas B. Westrop (1816-1881).
Poc se sap de la seva educació musical. Dotat d'un gran talent musical, va fer la seva aparició en públic com a concertista de piano quan acabava de complir deu anys. En finalitzar els seus estudis s'especialitzà en l'orgue i la composició de música de cambra. Violinista a l'òpera italiana de Londres i organista inicialment a Norfolk i després a diverses esglésies londinenques.
Deixà escrites i publicades, entre altres obres, diversos quartets i quintets, tres sonates per a piano i flauta, nombroses cançons i l'òpera The Maid of Bremen, deixà sense acabar una altra òpera The Mariner's.